# Hôtel Messier
Pour les articles homonymes, voir Messier.
L'hôtel Messier est un hôtel particulier situé à Senones, en France.

## Localisation
Compris au sein de la commune de Senones, le monument est situé 5 place Clémenceau dans le département des Vosges en région Grand Est. 

## Historique
Ce fut pendant le début des années 1750 que cet hôtel fut érigé pour Hyacinthe Messier, qui occupait le poste de Receveur Général de la Principauté et était le beau-père du Chancelier Noël.

## Description
La seule caractéristique ornementale de cette façade se trouve dans les agrafes sculptées qui ornent la porte et les fenêtres.

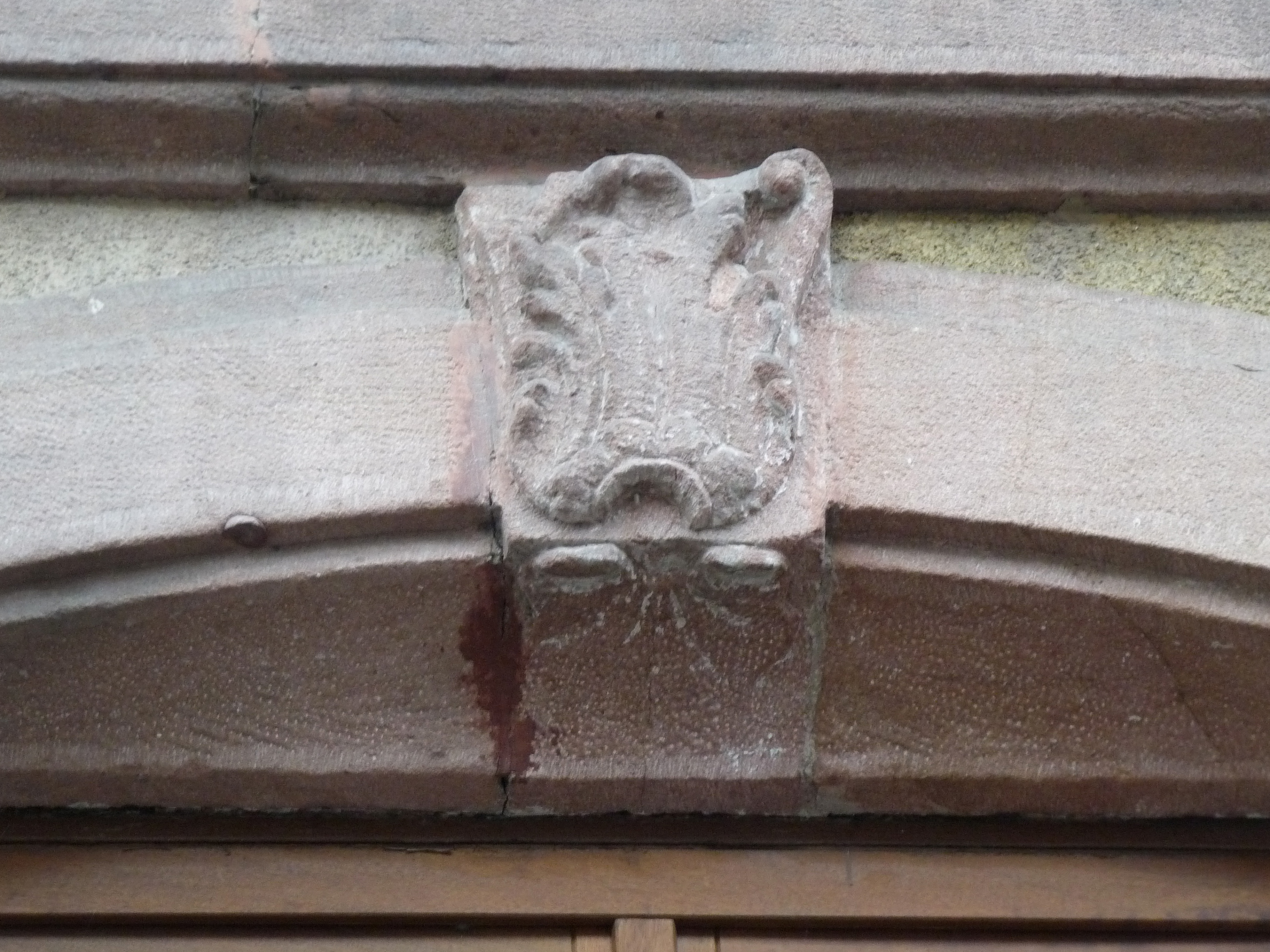
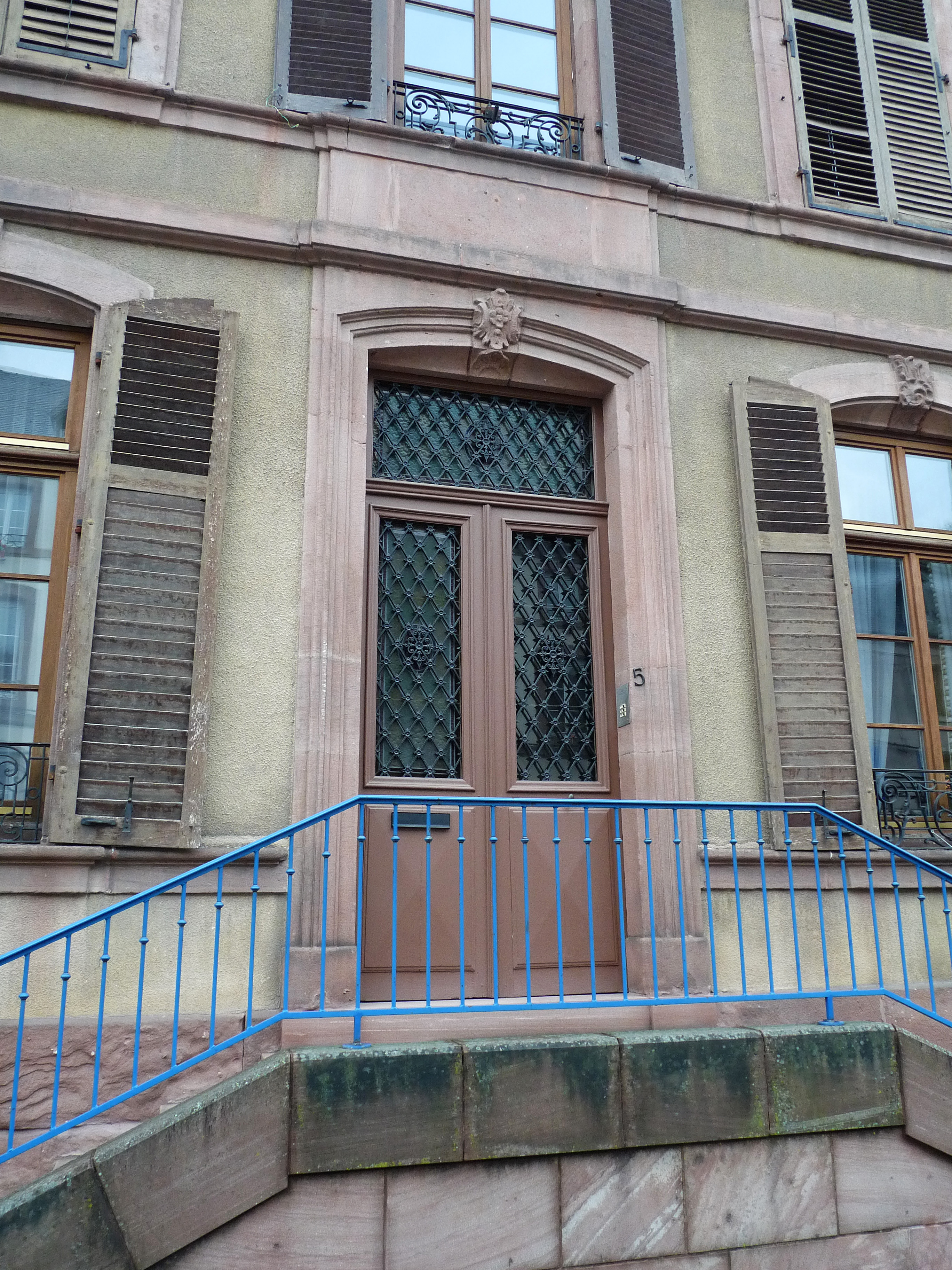
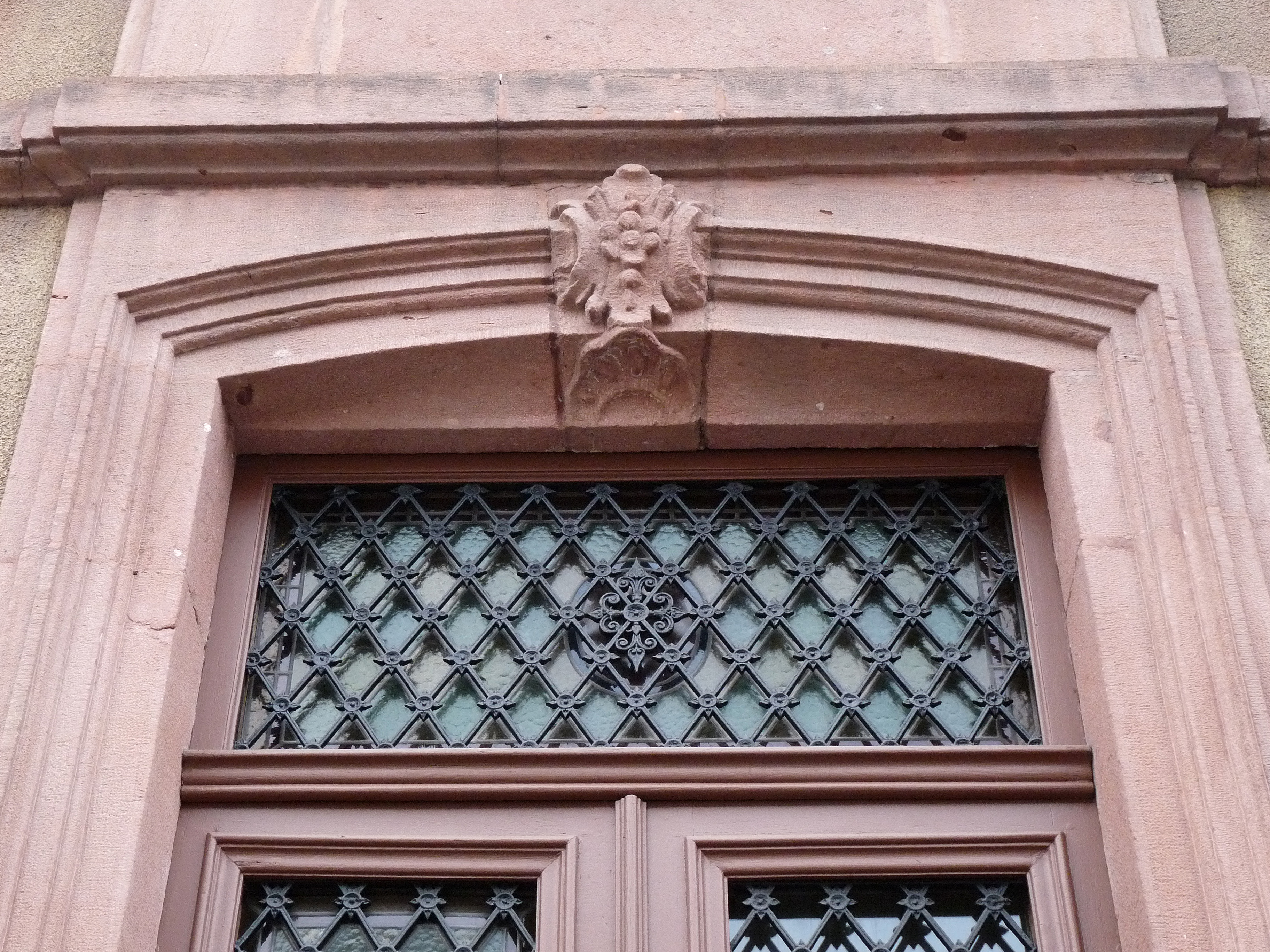
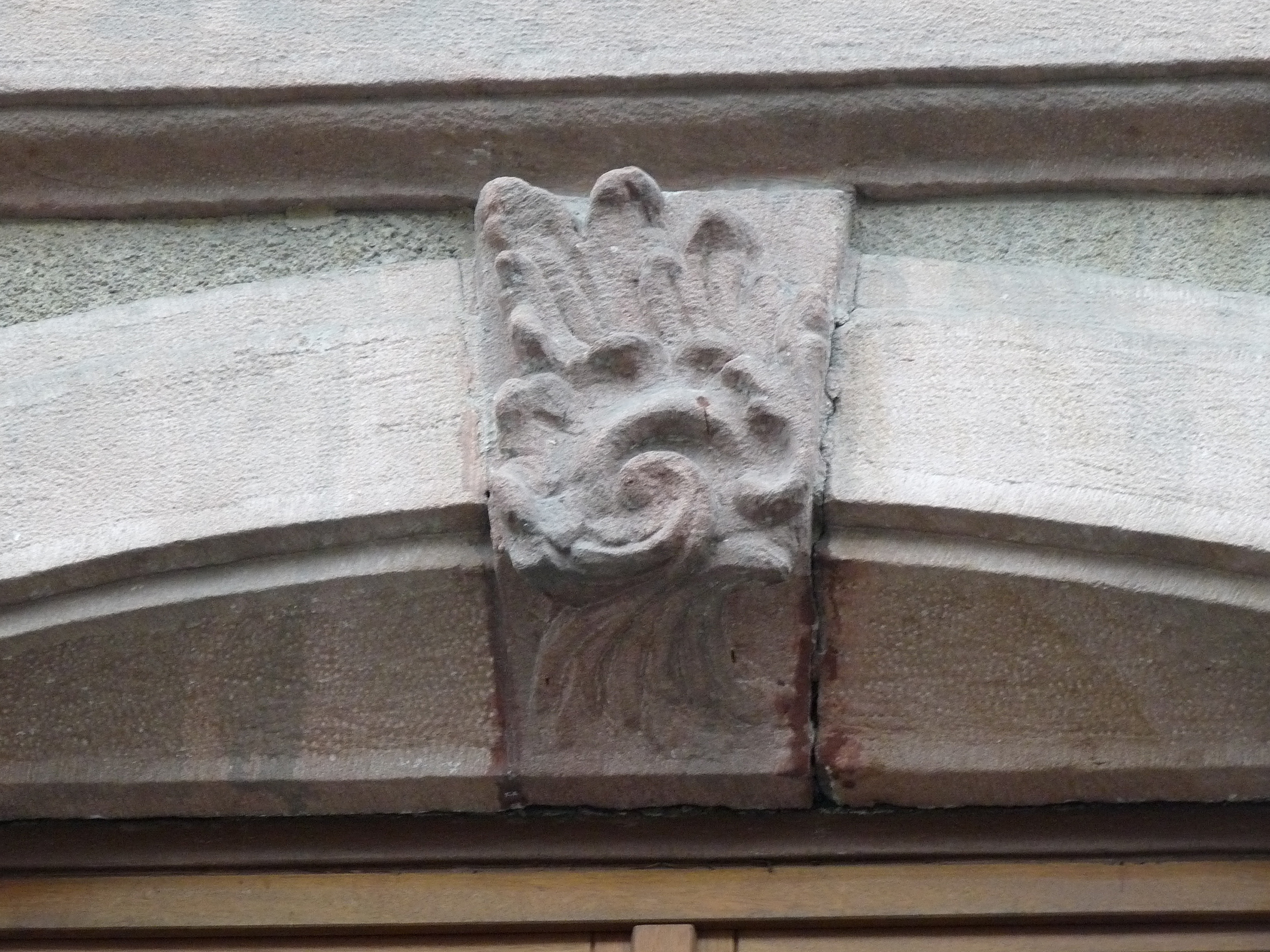

## Protection
Les façades et toitures sont inscrites au titre des monuments historiques par arrêté du 21 décembre 1982.